# Román Lejtman
Román Lejtman (11 de febrero de 1959) es un periodista argentino. Realizó la mayor cantidad de notas sobre el escándalo Narcogate o Yomagate, en Página/12.

## Formación
Nació en el seno de una familia judía. En 1983 se recibió de abogado en la Universidad de Buenos Aires.
Consultado respecto de su formación profesional, respondió:

“Yo tengo formación de abogado. Nunca fui a una escuela de periodismo. Lo que hice fue autodidacta. Un día me descubrí que desde el punto de vista de la teoría del periodismo no sabía nada, entonces recorrí las librerías de la calle Corrientes comprando todos los libros que había de periodismo. Me junté todos, que habrán sido unos 25 que todavía tengo, y durante tres meses me dediqué a leerlos”.

## Trayectoria
Realizó coberturas especiales en España, Italia y Estados Unidos sobre el Narcogate, el BCCI, Monzer Al Kassar y las derivaciones argentinas del caso Mani Pulite.[cita requerida]
Escribió notas especiales para el diario  español El Mundo.

### Gráfica
Inició su carrera periodística en 1983. Trabajó en 
- Diario Popular, donde también escribió en la revista Pelo, y
- Revista Siete Días

Desde 1987, fue parte de la redacción del matutino Página/12, en la sección Política durante diez años. En ese diario, realizó la mayor cantidad de notas de tapa seguidas; fue con el escándalo Narcogate/Yomagate, cuya primera nota fue del 6 de marzo de 1991.
Fue editor de la revista Revista Noticias.
- En 2013 se convirtió en el director periodístico del portal web Tiempo Argentino. Sitio cuyo dueño, Sergio Szpolski, tuvo fuertes vínculos con el kirchnerismo, situación que incomodó a Lejtman y tras disidencias con la línea editorial, se alejó para ir al diario La Nación.

### TV
Condujo varias emisiones de TV por cable. 
Hacia 1997, fue uno de los conductores de Sin Límites, con Marcelo Longobardi, Alfredo Leuco y Luis Majul, del programa de América TV que investigó la pista de Anillaco que pertenecería a Carlos Menem, por entonces presidente de la Nación. El programa fue censurado y su emisión levantada por la empresa, lo que motivó que Mariano Grondona, en su programa Hora Clave, por Canal 9, los conductores fueron enfrentados con el vocero presidencial, Raúl Delgado.
También en Hora Clave estuvo entre el público asistente a una entrevista colectiva a Amira Yoma. En un momento, Mariano Grondona le dio pie a Lejtman para que hiciera una sola pregunta. Ante una Amira nerviosa, el autor de Narcogate formuló su interrogante. Después de responderla, según habrán de decir varios analistas, Amira se soltó y se mostró más convincente, lo cual jugó a su favor para lavar su imagen[cita requerida]. El dato es importante porque, según reconoció ella:
“Lejtman es el periodista que más sabe del tema”.
Desde octubre de 2002, en América TV, emitió Agenda Secreta, un formato documental de noticias articuladas con entrevistas de actualidad. 
Fue contratado como director de Contenidos Periodísticos del Grupo América.
Luego tuvo cargos directivos detrás de las cámaras. Se unió al tándem Daniel Vila y José Luis Manzano del grupo UNO y pasa a ser director de Noticias del canal América 2 que dicho grupo mantiene junto a Francisco de Narváez. Tras distanciarse de Vila por su acercamiento al gobierno se aproximó a De Narváez pero al quedar en medio de una crisis del multimedio se apartó de su cargo en 2010.

### Radio
Trabajó con Jorge Lanata en FM e investigó el atentado a la AMIA.
Entre 1990 y 1993, junto a Carlos Stroker, condujo el mañanero Reporter que se emitió cuatro años por la Fm Rock & Pop.
Entre 1996-2003, condujo Jaque Mate, con Oscar Raúl Cardoso y Ezequiel Fernández Moores. Pasó de la Fm Rock & Pop a Radio Del Plata, donde estuvo nominado para el Premio Martín Fierro a "Programa periodístico en amplitud modulada (AM)" (2002). En ambos casos, lideró el share de 6 a 9 en FM. 
Dijo el diario La Nación:
"Jaque Mate está solo y espera. El programa que conduce Lejtman todas las mañanas de 6 a 9 por la Rock & Pop es el único de la frecuencia modulada que -al estilo de los de AM de la misma franja horaria- prioriza la información, el análisis y la opinión, a la música. Durante todo el año pasado -el primero de Jaque Mate en el aire- compitió y ganó holgadamente por el rating con sus colegas de Radio La Red. Allí estaban, primero, Ernesto Tenembaum que reemplazó dignamente a Jorge Lanata en Rompecabezas, y luego Sergio Ciancaglini y Gabriela Cerruti con su Efecto Dominó".
Ya en el multimedio América, por la FM Aspen Classic (102.3), a partir de 2004 condujo el informativo Cambio de Aire, desde las 6 AM, con Carlos Burgueño (economía), Leo Rodríguez (música), Ezequiel Fernández Moores (deportes), Juan Sasturain (literatura), Axel Kuschevatzky (cine), Juan Tokatlián (internacionales), María Fernanda Villosio (investigaciones), Evangelina Díaz (becas) y Laura Capriata (móvil). La locución era de Martha Versace; producción de Mariano Beldyk, Leandro Darío, Erica Oljavetzky Mayer, Agostina Manfredi y Daniela Haissiner.
En 2011 condujo Vuelo de Regreso por  Radio Milenium de lunes a viernes de 17 a 19. Allí dijo que festejaría con champagne la agonía del dictador Domingo Bussi.
En 2016, durante el gobierno de Mauricio Macri, comenzó a trabajar en LRA Radio Nacional.

## Obras
- Narcogate. Historia inédita de las relaciones de la familia del Presidente y sus amigos con el lavado de dólares. Sudamericana, Bs. As. (1993). ISBN 950-07-0916-3
- Coordinó el proyecto de libro y DVD “Argentina, un país en serio” encargado por Presidencia de la Nación, que se tradujo al inglés y al chino, obsequiado a representantes de diversos países con motivo de su visita al país (diciembre de 2004).
- Guerra de Malvinas: imágenes de una tragedia. El Ateneo, Bs. As., marzo de 2012.
- Perón vuelve. Editorial Planeta, Bs. As. (noviembre de 2012) ISBN 9789504930280[8]

## Premios y reconocimientos
- 1991: “Estímulo” Premio Otorgado por Tea al Mejor Periodista Gráfico.
- 1991 “Fundación Sin Anestesia”. Premio al Mejor Periodista De Radio.
- 1992: “Fundación Sin Anestesia” Premio al Mejor Periodista De Radio. [cita requerida]
- 1992: Premio Rey de España en Gráfica, otorgado por la agencia española EFE por su investigación en El caso Amira Yoma.
- 1996: Premio Martín Fierro al Mejor Programa Periodístico En Fm.
- 1997: Reconocimiento del Colegio de Abogados de San Isidro por su labor en defensa de la libertad de prensa
- 1998: Premio Éter por su trabajo en radio. [cita requerida]
- 2000: Premio Martín Fierro al Mejor Periodista Masculino de Cable.
- 2001: Premio Éter Por Su Labor En Radio.
- 2001: Premio Martín Fierro al Mejor Documental: AMIA
- 2001: Premio Martín Fierro al Mejor Periodista De Radio Am.
- 2001: Premio Martín Fierro al Mejor Programa Periodístico De Cable
- 2001: Premio Martín Fierro al Mejor Documental: Evita
- 2002: Reconocimiento De Foro-Pro Por Su Labor A Favor De Los Derechos De Las Personas Con Capacidades Diferentes.
- 2004: Reconocimiento Del Consejo Nacional Armenio De Sudamérica Por Su Trayectoria En Defensa De Los Derechos Humanos.
- 2007: Premio Konex Comunicación-Periodismo: Diploma al Mérito por Producción Periodística Audiovisual.